# Float.h
float.h é um arquivo cabeçalho da biblioteca padrão da linguagem de programação C que fornece macros e definições para limites e precisão dos número de ponto flutuante na linguagem.
Uma destas definições é FLT_ROUNDS que caracteriza o comportamento da implementação quanto ao arredondamento do resultado nas operações em ponto flutuante:
- -1 para indeterminado
- 0 para arredondar em direção ao zero
- 1 para arredondar em direção ao mais próximo
- 2 para arredondar em direção ao infinito positivo
- 3 para arredondar em direção ao infinito negativo